# Sheldon Solow
Sheldon Henry Solow (Nueva York, 20 de julio de 1928 - Ibidem, 17 de noviembre de 2020) fue un desarrollador inmobiliario estadounidense. En agosto de 2020, Solow tenía un patrimonio neto de $ 4.4 mil millones. 

## Primeros años
Solow nació y se crio en una familia judía en Brooklyn. Sus padres eran Isaac, albañil y Jennie Brill, ama de casa. Solow asistió a la Universidad de Nueva York para estudiar ingeniería y arquitectura, pero se retiró en 1949.

## Carrera
Solow adquirió su primera propiedad, un edificio de apartamentos para 72 familias en Far Rockaway, en 1950 con un préstamo asegurado por el gobierno que su padre arregló. Posteriormente desarrolló un centro comercial y viviendas en Long Island. Estableció una oficina en Park Avenue en 1962 aproximadamente al mismo tiempo que estaba desarrollando apartamentos de lujo en el Upper East Side de Manhattan.
A partir de 1965, Solow comenzó a adquirir propiedades en 57th Street, con la intención de desarrollar una residencia de gran altura. Para evitar problemas potenciales con las propiedades que se resisten, adquirió los sitios en secreto utilizando una empresa ficticia, registrada a nombre de su hermana. En total, compró 14 edificios en 61 800 pies cuadrados (5741,4 m²)  a un costo de $12 millones.
En la década de 1970, Solow obtuvo financiamiento, y en colaboración con el arquitecto Gordon Bunshaft, Solow construyó un edificio de oficinas de 50 pisos en 9 West 57th Street. Una de sus características destacadas es una gran escultura roja del número "9" de Ivan Chermayeff en la acera de la entrada principal. A partir de 2017, el edificio todavía se considera una ubicación deseable debido a sus vistas sin obstáculos de Central Park. Las empresas con oficinas allí incluyen KKR, Apollo Global Management, Tiger Global Management, Chanel, fondos de cobertura y organizaciones de capital privado.
Desde principios de la década de 2000, Solow compró terrenos a lo largo del East River, incluidos 9 acres (3,6 ha) sitio cerca de la sede de las Naciones Unidas que compró por $ 600 millones en 2000. En 2016, inició la construcción de este sitio, 685 First Avenue, para comenzar a trabajar en un desarrollo residencial de 42 pisos diseñado por Richard Meier. El proyecto se completó en 2018.

### Acciones legales
Solow era conocido por sus acciones legales. En 1975, demandó a Avon Products, un inquilino de 9 West 57th Street, por referirse al sitio como el "Edificio Avon". El caso fue desestimado, pero Solow inició nuevas acciones legales contra la empresa alegando que no había restaurado el edificio a su estado original al final de su contrato de arrendamiento en 1997. El caso se resolvió fuera de los tribunales y Avon pagó a Solow $ 6.2 millones. Solow demandó a Peter Kalikow, un amigo, por un préstamo de $7 millones que Solow había proporcionado a mediados de la década de 1990. Kalikow había pagado el préstamo antes de tiempo, privando a Solow de los pagos de intereses al 9%, lo que enfureció a Solow. Solow afirmó que Kalikow no había revelado los activos en el momento en que se acordó el préstamo; el caso fue desestimado. En 2006, Solow demandó a Conseco, propietario del edificio General Motors, alegando que los $1.4 a la venta de mil millones de la propiedad en subasta había sido manipulada para excluirlo. El caso fue sobreseído en 2009.
Solow tuvo la mayor pérdida individual por el escándalo Libor en los EE. UU., Se estima en $0.5 mil millones. Después de obtener un préstamo de Citibank para comprar las parcelas de Consolidated Edison a lo largo del East River para desarrollar un edificio, Solow puso más de $450 millones en bonos municipales de alto grado como garantía. Sin embargo, durante la recesión económica de 2008, Citi infló artificialmente las tasas Libor, lo que hundió el valor de la cartera de bonos de Solow. Por un tecnicismo, Solow incumplió con su préstamo, lo que permitió a Citi incautar y vender los bonos de Solow y demandar a Solow por la brecha de valor de $100 millones, un caso que ganó Citibank. En 2012, Solow intentó demandar a Citi sobre la base de fraude de valores, pero el caso fue desestimado. En 2013, Solow volvió a demandar, esta vez por Libor. En abril de 2019, el juez federal de Nueva York falló a favor de Citi Bank y la demanda de Libor no se reanudará.

## Vida personal y colección de arte.
Solow estaba casado con la escultora y diseñadora de joyas Mia Fonssagrives, la hija de Lisa Fonssagrives, una modelo sueca y el fotógrafo francés Fernand Fonssagrives. Tuvieron dos hijos juntos y vivían en la ciudad de Nueva York. Su hijo, Stefan Soloviev, ahora dirige Solow Building Co. Stefan también dirige un conglomerado agrícola llamado Crossroads Agriculture con sede en Colorado y Nuevo México. Está clasificado como el 54.º terrateniente más grande de los Estados Unidos. 
Solow fue un gran coleccionista de arte modernista y renacentista. Solow era propietario de un joven sosteniendo un medallón de Botticelli, así como pinturas de Balthus, Henri Matisse y Franz Kline; y esculturas de Alberto Giacometti. En febrero de 2012, vendió una pintura de Francis Bacon por $33.5 millones, un cuadro de Joan Miró por 26,6 dólares millones, una escultura de Henry Moore por $30.1 millón; y en febrero de 2013, vendió un cuadro de Amedeo Modigliani por $42.1 millón. En mayo de 2015, Solow vendió la escultura de Giacometti de 1947 L'homme au doigt por 126,1 millones de dólares, estableciendo un récord mundial para la escultura más cara jamás vendida. Aunque Solow obtuvo un beneficio fiscal significativo de la condición de organización sin fines de lucro 501 (c) 3 de la colección, no proporcionó acceso público. En 2018, Solow hizo arreglos para que su hijo dirigiera la Fundación de Arte y Arquitectura de Solow, pasando efectivamente el control de la colección de Sheldon a Stefan sin ningún impuesto a la herencia.
Solow falleció de linfoma en Weill Cornell Medical Center en Manhattan el 17 de noviembre de 2020, a la edad de noventa y dos años.